# Liste deutscher Binnenwasserstraßen des Bundes
Die Liste deutscher Binnenwasserstraßen des Bundes nennt alle Hauptstrecken der 64 Binnenwasserstraßen des Bundes, die dem allgemeinen Verkehr nach § 1 des Bundeswasserstraßengesetzes (WaStrG) dienen. Hierzu werden die Gesamtlänge, die freifließende und die staugeregelte Flussstrecke, die Kanalstrecke, die Anzahl der Fallstufen, die ehemalige Wasser- und Schifffahrtsdirektion (WSD) und die Klasse der Wasserstraße.

## Strecken

### Übersichtsliste
| Wasserstraße | von km | bis km          |
| --- | ------ | --------------- |
| Aller (Al) | 0,25   | 117,17          |
| Beetzsee-Riewendsee-Wasserstraße (BRW) | 0,26   | 21,80           |
| Brandenburger Niederhavel (BHv) | 56,24  | 64,83           |
| Brandenburger Stadtkanal (BrK) | 54,37  | 58,47           |
| Datteln-Hamm-Kanal (DHK) | 0,06   | 47,20           |
| Donau (Do) | 2201,7 | 2414,7          |
| Dortmund-Ems-Kanal (DEK) | 0,00   | 225,82          |
| Elbe (El) | 0,00   | 607,50          |
| Elbe-Havel-Kanal (EHK) | 325,64 | 380,90          |
| Elbe-Lübeck-Kanal (ELK) | 0,00   | 61,55           |
| Elbe-Seitenkanal (ESK) | 0,00   | 115,18          |
| Finowkanal (FiK) | 57,36  | 89,27           |
| Havel-Oder-Wasserstraße (HOW) | 0,00   | 135,31          |
| Havelkanal (HvK) | 0,29   | 34,59           |
| Hohennauener Wasserstraße (HnW) | 111,85 | 10,40           |
| Ilmenau (Im) | 0,00   | 25,25           |
| Ketziner Havel (KHv) | 0,00   | 3,36            |
| Küstenkanal (KüK) | 8,05   | 69,63           |
| Lahn (La) | 137,30 | 12,22           |
| Lychener Gewässer (LyG) | 0,00   | 8,31            |
| Main (Ma) | 0,0    | 384,07          |
| Main-Donau-Kanal (MDK) | 0,07   | 170,78          |
| Malzer Kanal (MzK) | 33,40  | 35,55           |
| Malzer Kanal (MzK) | 43,95  | 46,90           |
| Mittellandkanal (MLK) mit Stichkanal Ibbenbüren (SKI), Stichkanal Osnabrück (SKO), Verbindungskanal Nord zur Weser (VKN), Verbindungskanal Süd zur Weser (VKS), Stichkanal Hannover-Linden (SKL) mit Verbindungskanal zur Leine (VKL), Stichkanal Misburg (SKM), Stichkanal Hildesheim (SKH), Stichkanal Salzgitter (SKS) | 0,00   | 318,40          |
| Mittellandkanal (MLK) | 318,40 | 325,7           |
| Mosel (Mo) | 0,00   | 242,20          |
| Mündungsstrecke Untere Havel (MUH) | 145,80 | 156,75          |
| Müritz-Elde-Wasserstraße (MEW) | 0,00   | 120,5           |
| Müritz-Havel-Wasserstraße (MHW) | 0,00   | 31,80           |
| Neckar (Ne) | 0,00   | 203,01          |
| Nigripper Verbindungskanal (NVK) | 0,11   | 1,50            |
| Obere Havel-Wasserstraße (OHW) | 0,00   | 94,40           |
| Oder (Od) | 542,40 | 704,10          |
| Oranienburger Havel (OHv) | 0,00   | 4,00            |
| Oranienburger Kanal (OrK) | 20,80  | 28,77           |
| Pareyer Verbindungskanal (PVK) | 0,00   | 3,54            |
| Potsdamer Havel (PHv) | 28,79  | 0,00            |
| Rathenower Havel (RHv) / Rathenower Stadtkanal | 56,24  | 64,83           |
| Rhein (Rh) | 170,00 | 642,20          |
| Rhein (Rh) mit Schifffahrtsweg Rhein-Kleve (SRK) | 639,26 | 857,67          |
| Rhein-Herne-Kanal (RHK) mit Hafenkanal Duisburg-Ruhrort | 0,16   | 45,60           |
| Rheinsberger Gewässer (RbG) | 0,00   | 13,20           |
| Rothenseer Verbindungskanal (RVK) | 319,84 | 325,12          |
| Ruhr (Ru) | 0,01   | 12,21           |
| Saale (Sl) | 0,00   | 124,16          |
| Saar (Sa) | 0,00   | lothr. km 64,98 |
| Schwedter Querfahrt (SQF) | 0,00   | 3,50            |
| Spree-Oder-Wasserstraße (SOW) | 0,00   | 128,66          |
| Stör-Wasserstraße (StW) | 0,00   | 44,70           |
| Templiner Gewässer (TlG) | 0,00   | 22,00           |
| Untere Havel-Wasserstraße (UHW) | 0,00   | 156,14          |
| Veltener Stichkanal (VSK) | 0,00   | 3,15            |
| Wentow-Gewässer (WtG) | 0,00   | 11,00           |
| Werbelliner Gewässer (WbG) | 2,73   | 20,00           |
| Wesel-Datteln-Kanal (WDK) | 0,24   | 60,23           |
| Weser (We) | 0,00   | 354,20          |
| Westoder (WOd) | 0,00   | 17,10           |
| Wriezener Alte Oder (WAO) | 0,00   | 2,50            |
| Zechliner Gewässer (ZeG) | 0,00   | 8,17            |

### Detailliste
- Wasserstraße: Nennt die Bezeichnung der Wasserstraße.
- Gesamtlänge (km): Gibt die Länge der Wasserstraße in Kilometern an.
- Freifließend (km): Gibt die Länge der freifließenden Flussabschnitte in Kilometern an.
- Staugeregelt (km): Gibt die Länge der durch Staustufen geregelten Flussabschnitte in Kilometern an.
- Kanal (km): Gibt die Länge der Kanalstrecken in Kilometern an.
- Fallstufen: Gibt die Anzahl der Staustufen/Kanalstufen der Hauptstrecke mit einer oder mehrerer Schleusen/einem Hebewerk an.
- WSD: Nennt die ehemals zuständigen Wasser- und Schifffahrtsdirektionen, jetzt Standorte der Generaldirektion Wasserstraßen und Schifffahrt. Ihnen sind 17 Wasserstraßen- und Schifffahrtsämter nachgeordnet.
- Klasse: Eine Arbeitsgruppe der Wirtschaftskommission für Europa hat in einem Klassifizierungssystem Klassen festgelegt, das in Deutschland seit 1993 gilt.

- Binnenwasserstraßen, welche der Seeschifffahrtsstraßen-Ordnung unterliegen, sind hellblau unterlegt.
- Binnenwasserstraßen, welche der Schifffahrtsordnung Emsmündung unterliegen, sind helltürkis unterlegt.

| Wasserstraße (Kürzel) | Gesamtlänge (km) | Freifließend (km) | Staugeregelt (km) | Kanalstrecke (km) | Fallstufen (Anzahl) | WSD             | Klasse(n) |
| --- | ---------------- | ----------------- | ----------------- | ----------------- | ------------------- | --------------- | --- |
| Aller (Al) | 112,13           | 64,53             | 47,60             | 0                 | 4                   | Mitte           | ab Eisenbahnbrücke Verden III, davor II |
| Altmühl (Am) | 0,58             | 0                 | 0,58              | 0                 | 0                   | Süd             | 0 (nicht klassifiziert) |
| Berlin-Spandauer Schifffahrtskanal (BSK) mit - Westhafen-Verbindungskanal (WVK) - Westhafenkanal (WHK) nebst - Charlottenburger Verbindungskanal (CVK) | 11,78            | 0                 | 0                 | 11,78             | 1                   | Ost             | - HOW bis Schl. Plötzensee IV - Schl. Plötzensee bis SOW: III - WVK: IV - WHK: Vb - CVK: IV |
| Dahme-Wasserstraße (DaW) mit - Teupitzer Gewässer (TpG) - Storkower Gewässer (SkG) - Zernsdorfer Lanke (ZdL) - Notte (Nt) - Möllenzugsee (MzS) - Wernsdorfer Seenkette (WdS) | 24,94            | 0                 | 24,94             | 0                 | 1                   | Ost             | - Prieros bis Bahnbrücke Niederlehme: I - weiter bis SOW: IV - SkG: I - MzS: IV - WdS (SOW bis DaW): III |
| Datteln-Hamm-Kanal (DHK) | 47,14            | 0                 | 0                 | 47,14             | 2                   | West            | IV |
| Donau (Do) mit Donau-Südarm in Regensburg von der Ostkante der Eisernen Brücke bis zum Zusammenfluss mit Donau-Nordarm | 203,14           | 70,25             | 132,89            | 0                 | 6                   | Süd             | - Kelheim bis MDK: II - MDK bis Eisenbahnbrücke Schwabelweis: Vb - weiter bis Schleuse Straubing: VIb - weiter bis Brücke Vilshofen: VIa - weiter bis Grenze: VIb - Südarm Regensburg: Va                                                                                      |
| Dortmund-Ems-Kanal (DEK) mit Ems-Hase-Kanal Hanekenfähr und Ems-Hase-Kanal Meppen | 223,45           | 12,29             | 49,38             | 161,78            | 15                  | West            | Hafen Dortmund bis WDK: Vb, sonst IV |
| Eider (Ei) | 88,51            | 32,85             | 55,66             | 0                 | 3                   | Nord            | II |
| Elbe (El) ohne Delegationsstrecke Hamburg, mit - Bützflether Süderelbe (BSE) - Ruthenstrom (RuS) - Wischhafener Süderelbe (WSE) - Süderelbe und Köhlbrand - Jeetzel (Je) | 695,55           | 662,11            | 33,44             | 0                 | 1                   | Ost, Nord       | - von Wittenberge bis Oortkaten VIb, sonst Va - BSE: 0 - RuS: 0 - WSE: I - Je: 0 |
| Elbe-Havel-Kanal (EHK) mit - Niegripper Verbindungskanal (NVK) - Niegripper Altkanal (NAK) - Bergzower Altkanal (BAK) - Altenplathower Altkanal (AAK) - Roßdorfer Altkanal (RAK) - Woltersdorfer Altkanal (WAK) - Wasserstraße Kleiner Wendsee-Wusterwitzer See (WWW) - Pareyer Verbindungskanal (PVK) nebst - Altarm Alter Elbarm (AAEl) - Baggerelbe (Bel) - Neuderbener Altarm (NeuA) | 55,20            | 0                 | 0                 | 55,20             | 4                   | Ost             | - Vb, an nicht ausgebauten Stellen IV - NVK: IV - PVK, RAK und Bel: III - WAK: 0 |
| Elbe-Lübeck-Kanal (ELK) | 61,55            | 0                 | 0                 | 61,55             | 7                   | Ost             | IV |
| Elbe-Seitenkanal (ESK) | 115,14           | 0                 | 0                 | 115,14            | 2                   | Mitte           | Vb |
| Elisabethfehnkanal (EFK) | 14,8             | 0                 | 0                 | 14,8              | 4                   | West            | 0 |
| Ems (Em) | 39,69            | 0                 | 39,69             | 0                 | 5                   | West            | Hanekenfähr bis Meppen: 0 |
| Unterems (UEm) | 67,76            | 67,76             | 0                 | 0                 | 0                   | Nordwest        | Papenburg bis Nordsee: Vb |
| Ems-Jade-Kanal (EJK) | 5,44             | 0                 | 0                 | 5,44              | 0                   | Nordwest        | 0 |
| Ems-Seitenkanal (EmK) | 9,06             | 0                 | 0                 | 9,06              | 1                   | Nordwest        | III |
| Este (Es) | 12,25            | 12,25             | 0                 | 0                 | 0                   | Nord            | I |
| Freiburger Hafenpriel (FHP) | 1,95             | 1,95              | 0                 | 0                 | 0                   | Nord            | 0 (nicht klassifiziert) |
| Fulda (Fu) | 32,00            | 0,35              | 31,65             | 0                 | 5                   | Mitte           | 0 |
| Gieselaukanal (GiK) | 2,81             | 0                 | 0                 | 2,81              | 1                   | Nord            | II |
| Hase (Ha) | 0,87             | 0                 | 0,87              | 0                 | 0                   | West            | 0 |
| Havelkanal (HvK) | 34,17            | 0                 | 0                 | 34,17             | 1                   | Ost             | - HOW bis km 20.7: IV - km 20.7 bis 22.9: 5b - km 22.9 bis 34.59: IV |
| Havel-Oder-Wasserstraße (HOW) mit - Tegeler See (TgS) - Veltener Stichkanal (VSK) - Oranienburger Kanal (OrK) - Friedrichsthaler Havel (FHv) - Malzer Kanal (MzK) - Oranienburger Havel (OHv) nebst - Großer Wehrarm Sachsenhausen - Finowkanal (FiK) nebst - Mäckerseekanal (MsK) - Werbelliner Gewässer (WbG) - Wriezener Alte Oder (WAO) - Verbindungskanal Hohensaaten Ost (VKH) - Schwedter Querfahrt (SQF) - Westoder (Wod) | 149,35           | 14,40             | 38,92             | 96,03             | 4                   | Ost             | - HOW: IV, diverse Ausbaustrecken Va - TgS: IV - VSK: IV - OHv: III - MzK von Schleuse Malz bis HOW: IV, sonst 0 - WbG: I - WAO: III - VKH: IV - SQF: III - Wod: III |
| Hunte (Hu) | 24,63            | 24,63             | 0                 | 0                 | 0                   | Nordwest        | Va |
| Ilmenau (Im) | 28,84            | 4,59              | 12,65             | 11,60             | 3                   | Ost             | Oberhalb Schleuse Fahrenholz I, unterhalb III |
| Krückau (Kr) | 11,30            | 11,30             | 0                 | 0                 | 0                   | Nord            | 0 |
| Küstenkanal (KüK) mit - Stichkanal Dörpen (SKD) | 69,56            | 1,22              | 0                 | 68,34             | 2                   | West, Nordwest  | KüK und SKD: IV |
| Lahn (La) | 123,13           | 1,14              | 121,99            | 0                 | 20                  | Südwest         | 0 |
| Leda (Ld) und Sagter Ems (SEm) | 24,79            | 24,79             | 0                 | 0                 | 0                   | Nordwest        | - SEm und Leda bis Jümme: 0 - Leda von Jümme bis Hafen Leer: II - weiter bis zur Ems: Vb (Schifffahrtsordnung Emsmündung) |
| Leine (Le), Ihme (Ih) und Schneller Graben | 6,64             | 2,08              | 4,56              | 0                 | —                   | Mitte           | - Ihme von Schneller Graben bis Kraftwerk: 0 - Ihme von Kraftwerk bis Mündung i.d. Leine und weiter bis Wehr Herrenhausen: IV - Leine oberhalb Einmündung Schleusenkanal Hademstorf bis Aller: II                                                                              |
| Lesum (Ls) | 9,85             | 9,85              | 0                 | 0                 | 0                   | Nordwest        | III |
| Lühe (Lü) | 12,67            | 12,67             | 0                 | 0                 | 0                   | Nord            | I |
| Main (Ma) | 387,41           | 2,13              | 385,28            | 0                 | 34                  | Südwest, Süd    | - Eisenbahnbrücke Hallstadt bis MDK: III - weiter bis Schleuse Lengfurt: Va - weiter bis Rhein: Vb |
| Main-Donau-Kanal (MDK) | 170,71           | 0                 | 50,48             | 120,23            | 16                  | Süd             | Vb |
| Mittellandkanal (MLK) mit - Stichkanal Ibbenbüren (SKI) - Stichkanal Osnabrück (SKO) - Verbindungskanal Nord zur Weser (VKN) - Verbindungskanal Süd zur Weser (VKS) - Stichkanal Hannover-Linden (SKL) nebst - Verbindungskanal zur Leine (VKL) - Stichkanal Misburg (SKM) - Stichkanal Hildesheim (SKH) - Stichkanal Salzgitter (SKS) - Rothenseer Verbindungskanal (RVK) | 325,32           | 0                 | 0                 | 325,32            | 3                   | Mitte, Ost      | Vb Vb |
| Mosel (Mo) | 242,20           | 0,91              | 241,29            | 0                 | 12                  | Südwest         | Vb |
| Müritz-Elde-Wasserstraße (MEW) mit - Stör-Wasserstraße (StW) nebst - Ziegelsee (ZgS) | 180,00           | 0                 | 160,13            | 19,87             | 17                  | Ost             | - MEW, StW und ZgS: I |
| Müritz-Havel-Wasserstraße (MHW) mit - Bolter Kanal (BoK) - Mirower See (MiS) - Mirower Adlersee (MAS) und Vilzsee (Westteil) - Großer Peetschsee (PeS) - Rheinsberger Gewässer (RbG) nebst - Prebelowsee (PbS) - Zechliner Gewässer (ZeG) - Dollgowsee (DgS) - Großer Pälitzsee (GPS) (Südwestteil) | 32,02            | 0                 | 22,55             | 9,47              | 4                   | Ost             | MHW, MAS, PeS, RbG: I |
| Neckar (Ne) | 203,01           | 4,84              | 198,17            | 0                 | 27                  | Südwest         | - vom Rhein bis obere Hafengrenze Plochingen: Vb - weitere 1,52 km: 0 |
| Nord-Ostsee-Kanal (NOK) mit - Obereidersee (OES, 3 km) - Flemhuder See (FhS, 1,5 km) - Stichkanal Achterwehrer Schifffahrtskanal (AwK, 3 km) | 98,26            | 0                 | 0                 | 98,26             | 2                   | Nord            | - NOK: Vb - OES, FhS, AwK: 0 |
| Obere Havel-Wasserstraße (OHW) mit - Quassower Havel (QHv) - Wangnitzsee (WgS) - Menowsee (MwS) - Schwedtsee (SwS) - Lychener Gewässer (LyG) - Templiner Gewässer (TlG) nebst - Gleuensee (GlS) - Großer Lankensee (GLS) - Wentow-Gewässer (WtG) | 97,36            | 0                 | 71,89             | 25,47             | 11                  | Ost             | - von Neustrelitz bis Zehdenick: I - weiter bis MzK: II - MwS, SwS: I - LyG, TlG, GlS, GLS und WtG von Straßenbrücke Dannenwalde bis OHW: I - restliche WtG: 0 |
| Oder (Od) mit - Lausitzer Neiße (LsN) | 161,70           | 161,70            | 0                 | 0                 | 0                   | Ost             | IV |
| Oste (Os) | 5,26             | 5,26              | 0                 | 0                 | 0                   | Nord            | IV |
| Peene (Pe) | 95,66            | 95,66             | 0                 | 0                 | 0                   | Nord            | - von Ostsee bis Kahldenbrücke in Demmin: IV - weiter bis Einmündung Malchiner Peenekanal: III |
| Pinnau (Pi) | 18,81            | 18,81             | 0                 | 0                 | 0                   | Nord            | - von Eisenbahnbrücke Pinneberg bis Uetersen: 0 - weiter Pagensander Nebenelbe: II |
| Regen (Rg, nur 100 m vom Schleusenkanal Regensburg weg) | 0,10             | 0                 | 0,10              | 0                 | 0                   | Süd             | 0 |
| Regnitz (Re) | 2,22             | 0                 | 2,22              | 0                 | 0                   | Süd             | 0 |
| Rhein inkl. Wehrarme Burkheim, Weisweil, Ottenheim, Altenheim und Wehrstrecke Freistett, mit - Lampertheimer Altrhein (4,75 km) - Stockstadt-Erfelder Altrhein (9,80 km) - Ginsheimer Altrhein (1,5 km) (seit 2005 keine BWS mehr) | 694,68           | 573,90            | 120,78            | 0                 | 10                  | Südwest, West   | - von der Schweiz bis Bad Salzig: VIb - von Bad Salzig bis Niederlande: VIc - Flussstrecke (Altrhein) Märkt-Breisach von km 218,9 bis 226,42, Lampertheimer Altrhein von km 2,6 bis 0, sowie Stockstadt-Erfelder Altrhein von km 7,4 bis 0: III - alle andere Rheinstrecken: 0 |
| Rhein-Herne-Kanal (RHK) mit - Verbindungskanal Ruhr (VKR) (0,22 km) | 45,44            | 0                 | 0                 | 45,44             | 5                   | West            | - bis km 39,97: Vb - weiter bis DEK: IV - VKR: |
| Rüdersdorfer Gewässer (RüG) mit - Stichkanal Langerhanskanal (LhK) - Löcknitz (Lö) | 10,35            | 0                 | 10,35             | 0                 | 1                   | Ost             | - III |
| Ruhr (Ru) | 12,21            | 2,44              | 9,77              | 0                 | 2                   | West            | - Rhein bis VKR: Vb - VKR bis Nordbrücke Mülheim: Va - Nordbrücke Mülheim bis Schlossbrücke Mülheim: I |
| Ryck (Ry) | 5,55             | 5,55              | 0                 | 0                 | 0                   | Nord            | von Steinbecker Brücke in Greifswald bis Ostsee, Greifswalder Bodden: IV |
| Saale (Sl) | 124,16           | 19,44             | 104,72            | 0                 | 12                  | Ost             | - von Elbe bis oberhalb Hafen Halle-Trotha: IV - weiter bis Bad Dürrenberg: I |
| Saale-Leipzig-Kanal (SLK) | 0                | 0                 | 0                 | 0                 | 0                   | Ost             | - IV |
| Saar (Sa) | 104,70           | 0                 | 104,70            | 0                 | 9                   | Südwest         | - von Mündung bis Luisenbrücke in Saarbrücken: Vb - weiter bis Grenze: I |
| Schifffahrtsweg Rhein-Kleve (SRK) mit - Griethauser Altrhein (GAR) | 8,46             | 5,67              | 0                 | 2,79              | 1                   | West            | - SRK: III - GAR: ? |
| Schwinge (Sw) | 4,61             | 4,61              | 0                 | 0                 | 0                   | Nord            | - Elbe bis Saline Verladestelle: IV - weiter bis Salztorschleuse Stade: II |
| Sorge (So) | ?                | ?                 | ?                 | ?                 | ?                   |                 | |
| Spree-Oder-Wasserstraße (SOW) mit - Ruhlebener Altarm - Landwehrkanal (LWK) - Spreekanal / Kupfergraben (SpK) - Rummelsburger See (RmS) - Müggelspree (MgS) - Große Krampe (GKr) - Wasserstraße Seddinsee und Gosener Kanal (WSG) - Gosener Graben (GoG) - Dehmsee-Einfahrt (0,32 km) - Drahendorfer Spree (DrS, 0,40 km) - Kersdorfer See-Einfahrt (80 m) - Neuhauser Speisekanal (NSK) - Kleiner Müllroser See (KMS, 0,35 km) - Brieskower Kanal (BkK) 0,55 km                                                                                    | 128,66           | 0                 | 63,93             | 64,73             | 6                   | Ost             | IV |
| Stör (St) | 51,18            | 51,18             | 0                 | 0                 | 0                   | Nord            | - Itzehoe bis Elbe: III - sonst: 0 |
| Teltowkanal (TeK) mit - Griebnitzkanal (GrK) - Zehlendorfer Stichkanal (ZSK) 1,00 km - Britzer Verbindungskanal (zur Spree) (BVK) | 38,39            | 0                 | 0                 | 38,39             | 1                   | Ost             | IV |
| Trave (Tr) mit - Nebenarm „An der Lachswehr“ (0,67 km) - Nebenarm Stadttrave 2,56 km - Dassower See (DsS) | 26,94            | 26,94             | 0                 | 0                 | 0                   | Nord            | Vb |
| Uecker (Ue) | 2,66             | 2,66              | 0                 | 0                 | 0                   | Nord            | IV |
| Untere Havel-Wasserstraße (UHW) mit - Rathenower Havel Rathenower Stadtkanal (RHv) - Hohennauener Wasserstraße (HnW) - Mündungsstrecke Untere Havel (MUH) 10,95 km - Großer Wannsee (GWS) - Potsdamer Havel (PHv) nebst - Petziensee (PzS) - Schwielowsee (SlS) - Glindowsee (GdS) - Wublitz (Wl) - Nedlitzer Alte Fahrt (NAF) nebst - Lehnitzsee und Krampnitzsee (LKS) - Ketziner Havel (KHv) - Brandenburger Stadtkanal (BrK) - Beetzsee-Riewendsee-Wasserstraße (BRW) - Brandenburger Niederhavel (BHv) - Breitlingsee und Möserscher See (BMS) | 147,62           | 0                 | 129,89            | 17,73             | 6                   | Ost             | IV |
| Unterweser (UWe) | 85,25            | 85,25             | 0                 | 0                 | 0                   | Nordwest        | VI (?) |
| Warnow (Wa) | 2,04             | 1,39              | 0,65              | 0                 | 1                   | Nord            | Péniche |
| Werra (Wr) | 5,00             | 0,33              | 4,67              | 0                 | —                   | Mitte           | nicht klassifiziert |
| Wesel-Datteln-Kanal (WDK) | 59,99            | 0                 | 0                 | 59,99             | 6                   | West            | Vb |
| Weser mit Kleine Weser (We) | 429,82           | 287,80            | 142,02            | 0                 | 8                   | Mitte, Nordwest | Vb |
| Wümme (Wü) | 18,53            | 18,53             | 0                 | 0                 | 0                   | Nordwest        | III |

1. 1 2 3 4 5 6 7 8 9 10 11 12 13 14 15 16 17 18 19 20 21 22 23 24 25 26 27 28 29 30 31 32 33 34  
Der für diese Klasse geforderte Tiefgang wird nicht erreicht bzw. ist pegelabhängig.
2. 1 2 3 4 5 6 7 8 9 10 11 12 13 14 15 16 17 18 19 20 21  
Die für diese Klasse geforderte Brückendurchfahrtshöhe wird nicht erreicht.
3. 1 2 3  
Die für diese Klasse geforderte Länge für Einzelfahrer wird nicht erreicht.
4. 1 2 3 4 5 6 7  
Die für diese Klasse geforderte Länge für Schubverbände wird nicht erreicht.
5. 1 2 3 4 5 6 7 8 9 10 11 12  
Begegnungseinschränkungen bzw. Richtungsverkehr
6. ↑  davon 9 Schleusengruppen auf französischem Staatsgebiet